# ریلیاسوکوس
ریلیاسوکوس (نام علمی: Rileyasuchus) نام یک سرده از شاخه طنابداران است.